# 伍氏連鰭唇魚
伍氏連鰭唇魚，為輻鰭魚綱鱸形目隆頭魚亞目隆頭魚科的其中一種，分布於夏威夷群島海域，棲息深度約48公尺，體長可達19.3公分，棲息在沙底質海域，生活習性不明。

## 擴展閱讀
維基物種上的相關：伍氏連鰭唇魚